# Lu Wei
Lu Wei, född 1960 i Chaohu, är en kinesisk politiker.

## Biografi
Lu född i Chaohu, Anhui i januari 1960, började han arbeta 1991 vid Xinhua nyhetsbyrå i Guangxi-provinsen som biträdande direktör och befordrades till direktör 1997. Från 2001 till 2004 steg han i graderna och blev biträdande chef för nyhetsbyrån Xinhua.
I mars 2011, utsågs Lu till vice borgmästare i Peking, minister i Pekings propagandaministerium och ständig medlem i Pekings kommunala partikommitté. Han behöll dessa positioner till april 2013, då han utsågs till ordförande i statliga informationbyrån för Internet och vice ordförande i statliga rådets informationskontor.
I augusti 2013 sammankallade Lu ett möte för att offentliggöra Den kinesiska drömmen, sådan den beskrivits av kinesiska kommunistpartiets generalsekreterare Xi Jinping.
Lu besökte USA i december 2014 där han i Washington, DC mötte höga förvaltningstjänstemän i bland annat nationella säkerhetsrådet om frågor som påstådda kinesiska dataintrång och censur. I Silicon Valley hälsades han varmt välkommen av högsta ledningen för stora företag som Apple, Facebook, och eBay. 
Lu avgick av okänd anledning från sin post inom administrationen för cyberrymden i Kina i juni 2016. Hans avgång var något öveerraskande sedan att han hade blivit en mycket synlig medlem av Xi Jinpings inre krets. Medan Lu förblev biträdande chef för propagandaavdelningen, avstod han alla andra titlar av betydelse. Spekulationer i utländska medier om att detta kan signalera en förändring i kinesisk internetpolitik har förekommit. 